# Махульдурская волость
Махульду́рская во́лость — административно-территориальная единица в составе Симферопольского уезда Таврической губернии. Образована при реорганизации административного деления Крымского ханства из части деревень Мангупского кадылыка Бахчисарайского каймаканства, в составе Таврической области 8 (20) октября 1802 года в составе Таврической губернии.

## География
Махульдурская волость располагалась на юге Крыма, занимала горную часть и побережье Чёрного моря. Включала верховья долины Бельбека, начиная от Албата, восточную часть Байдарской долины и Южный Берег от Мухалатки до Ялты. На севере граница с Алуштинской волостью начиналась от моря между Ялтой и Никитой, шла через Никитскую яйлу и по северной стороне долины Бельбека до деревни Керменчик. Здесь она смыкалась с Чоргунской волостью, граница с которой, выступом огибая Албат, поворачивала на юг восточнее Мангупа и далее шла по восточной стороне Байдарской долины, через Ай-Петринскую яйлу к морю.

## Население
Согласно составленной в 1805 году Ведомости о всех селениях, в Симферопольском уезде состоящих…, население волости было почти исключительно крымскотатарским, только в Коккозах числился 1 армянин, да по волости десяток цыган. Деревень было 33, в них насчитали 973 двора в которых проживало 5 090 человек. Крупнейшие деревни — Биюк-Узенбаш (430 жителей), Уркуста (310) и Фоти-Сала — ок.240 человек.

## Деревни волости на 1805 год
Волость просуществовала до 1829 года, когда в результате реформы, согласно «Ведомости о казённых волостях Таврической губернии» от 31 августа 1829 года, была упразднена, а деревни переданы во вновь созданные Байдарскую и Озенбашскую волости.